# Rossville, Kansas
Rossville là một thành phố thuộc quận Shawnee, tiểu bang Kansas, Hoa Kỳ. Năm 2010, dân số của xã này là 1151 người.

## Dân số
Dân số các năm:
- Năm 2000: 1014 người
- Năm 2010: 1151 người